# José Régio
José Régio, seudónimo de José Maria dos Reis Pereira, (Vila do Conde, 17 de septiembre de 1901 — Vila do Conde, 22 de diciembre de 1969) fue un escritor portugués.

## Trayectoria
Fundó en 1927 la revista Presença, que vino a marcar el segundo modernismo portugués y de la que Régio fue el principal impulsor e ideólogo. De hecho se le asocia ese nombre por ser la gran personalidad del grupo y por mantenerse fiel al espíritu inicial de la publicación.
También escribió para varios periódicos, como por ejemplo el Diário de Noticias y el Comércio do Porto. Hizo también frente al Estado Novo, habiendo sido miembro del Movimiento de Unidad Democrática (MUD) y apoyado la candidatura del General Humberto Delgado. 
Como escritor, José Régio se dedicó a la novela, al teatro, a la poesía y al ensayo. Como poeta tiene un vigor expresivo cercano a los románticos, así a Garrett: aparece en forma de diálogo entre un yo social intermedio y un otro que hace de bufón y le empuja a cierto abismo, por encima o por debajo de la normalidad. Eso es propio de un escritor que se la ha definido como un "habitante de dos mundos", como un metafísico en cierta estela de Pessoa. ().
Su obra está fuertemente marcada por conflictos entre Dios y el Hombre, el individuo y la sociedad, en un análisis crítico de la soledad y de las relaciones humanas. Como ensayista, se dedicó al estudio de Camões y Florbela Espanca, entre otros.

## Obras

### Poesía
- 1925 - Poemas de Deus e do Diabo
- 1929 - Biografía
- 1935 - As Encruzilhadas de Deus
- 1945 - Fado (1941), Mas Deus é Grande
- 1954 - A Chaga do Lado
- 1961 - Filho do Homem
- 1968 - Cântico Suspenso
- 1970 - Música Ligeira
- 1971 - Colheita da Tarde

### Ficción
- 1934 - Jogo da Cabra-Cega.
- 1941 - Davam Grandes Passeios aos Domingos
- 1942 - O Príncipe com Orelhas de Burro
- 1945 a 1966 - A Velha Casa
- 1946 - Histórias de Mulheres
- 1962 - Há Mais Mundos

### Ensayo
- 1936 - Críticas e Criticados
- 1938 - António Botto e o Amor
- 1940 - Em Torno da Expressão Artística
- 1952 - As Correntes e as Individualidades na Moderna Poesia Portuguesa
- 1964 - Ensaios de Interpretação Crítica
- 1967 - Três Ensaios sobre Arte
- 1977 - Páginas de Doutrina e Crítica da Presença

### Teatro
- 1940 - Jacob e o Anjo.
- 1947 - Benilde ou a Virgem-Mãe.
- 1949 - El-Rei Sebastião.
- 1954 - A Salvação do Mundo.
- 1957 - Três Peças em Um Acto.

## Escritura
Epitáfio para um poeta:
As asas não lhe cabem no caixão! /  A farpela de luto não condiz  /  Com seu ar grave, mas, enfim, feliz;  /  A gravata e o calçado também não.  /  Ponham-no fora e dispam-lhe a farpela!  /  Descalcem-lhe os sapatos de verniz! / Nao vêem que ele, nu, faz mais figura, /  Como uma pedra, ou uma estrela?  /  Pois atirem-no assim à terra dura,  / Ser-lhe-á conforto: /  Deixem-no respirar ao menos morto!